# Ликостомо (дем Кавала)
Ликостомо или Куртлу (на гръцки: Λυκόστομο, катаревуса: Λυκόστομον, Ликостомон, до 1926 година Κουρτλού, Куртлу) е село в Гърция, в дем Кавала, област Източна Македония и Тракия.

## География
Селото е разположено в Урвил (Ори Леканис) на 760 m северозападно от демовия център Кавала.

## История

### В Османската империя
В началото на XX век селото е изцяло турско селище в Кавалска кааза на Османската империя. Съгласно статистиката на Васил Кънчов („Македония. Етнография и статистика“) към 1900 година Кюртли е изцяло турско селище с 600 жители.

### В Гърция
След Междусъюзническата война в 1913 година селото попада в Гърция. В 1923 година жителите на Куртлу са изселени в Турция по силата на Лозанския договор и на тяхно място са заселени гърци бежанци. В 1926 година името на селото е сменено от Куртлу (Κουρτλού) на Ликостомо (Λυκόστομο). Според статистиката от 1928 година селото е изцяло бежанско с 89 семейства и 332 жители общо. Българска статистика от 1941 година показва 267 жители.
Основно производство е тютюнът, като частично е развито и скотовъдството.
| Година    | 1913 | 1920 | 1928 | 1940 | 1951 | 1961 | 1971 | 1981 | 1991 | 2001 | 2011 | 2021 |
| --------- | ---- | ---- | ---- | ---- | ---- | ---- | ---- | ---- | ---- | ---- | ---- | ---- |
| Население | 766  | 698  | 307  | 282  | 259  | 249  | 104  | 50   | 60   | 88   | 41   | 22   |